# Inflamassoma
O inflamassoma é um complexo proteico oligomérico implicado no sistema imunitário inato.
Ele é constituído por diversas proteínas: caspase 1, PYCARD (ou ASC), NALP (um tipo de receptor do tipo NOD) e, em alguns casos, a caspase-5 (também denominada caspase-11 ou ICH-3). Ele é expresso nas células da linhagem granulocítica.
O inflamassoma é formado após o reconhecimento de diversos sinais inflamatórios (LPS, cristais de ácido úrico e diversos compostos virais e bacterianos) por proteínas da família dos NPLR. A composição exata do inflamassoma depende da via de ativação utilizada em cada caso. Por exemplo, o RNA de fita dupla desencadeia a formação de um inflamassoma diferente da desencadeada por cristais de ácido úrico, por exemplo. O inflamassoma favorece a maturação das citocinas inflamatórias interleucina-1β e interleucina 18, por clivagem através da caspase 1.
O inflamassoma é responsável pela ativação de processos inflamatórios e pode induzir o processo de piroptose, uma morte celular programada diferente da apoptose.

## Mecanismos fisiopatológicos
Durante uma infecção, uma das primeiras formas de defesas instituídas pelo sistema imune consiste em um grupo de receptores que reconhecem padrões moleculares associados a patógenos (PAMPs). Esses receptores podem se situar na membrana plasmática, como alguns receptores do tipo Toll (TLR), e os receptores de Lectina do tipo C (CLRs); eles podem também se encontrar no citoplasma, como os receptores do tipo NOD (NLR) e os receptores do tipo RIG (RLR).
Em 2002, Martinon demonstrou que um subconjunto de NLR chamado NLRP1 era capaz de organizar-se e oligomerizar em uma estrutura ativadora da cascata da caspase 1, conduzindo assim à produção de citocinas pró-inflamatórias (notavelmente IL-1β e IL-18). Essa estrutura oligomérica foi denominada "inflamassoma". Desde então, outros inflamassomas foram descobertos, incluindo dois formados também a partir de NLR (NLRP3 e NLRC4).
Mais recentemente, Hornung identificou um inflamassoma da família PYHIN (pirina e proteína contendo um domínio HIN) chamado AIM2 (a partir de absent in melanoma 2) que se forma a partir da detecção de DNA dupla fita (dsDNA) estranho ao citoplasma e ativa NF-kB, que possui um papel crucial nas infecções bacterianas e virais.

## Cascata inflamatória
Assim como o apoptossoma ativa a cascata apoptótica, o inflamassoma ativa a cascata inflamatória. Uma vez ativo, o inflamassoma se liga à pró-caspase1 (precursora da caspase 1) através de seu domínio CARD (domínio de recrutamento da caspase) ou via proteína adaptadora de CARD (ASC) que se liga a ele durante a formação do inflamassoma. Em sua forma completa, o inflamassoma se liga a diversas moléculas de pró-caspase 1 e induz a clivagem automática nas subunidades p20 e p10. A caspase 1 na forma ativa se constitui por dois heterodímeros, cada um com uma subunidade p20 e uma p10. Uma vez ativa, ela desencadeia:
- a clivagem de pró-IL-1β em IL-1β;
- a clivagem de pró-IL-18 em IL-18, induzindo secreção de IFN-γ e ativação de linfócitos NK;
- clivagem e inativação l’IL-33;
- fragmentação do DNA e formação de poros celulares;
- inibição das enzimas glicolíticas;
- biossíntese de lipídeos;
- secreção de mediadores reparadores de tecido como a pró-IL-1α.